# Geinoh Yamashirogumi
Geinoh Yamashirogumi (芸能山城組?, Geinō Yamashirogumi) è un collettivo musicale giapponese fondato il 19 gennaio 1974 da Tsutomu Ōhashi e costituito da centinaia di membri con differenti mansioni. Il nome venne creato partendo dallo pseudonimo con cui si firma spesso Ōhashi, Shoji Yamashiro, e significa grossomodo "Esecuzione del collettivo Yamashiro". La stessa tipologia di formazione fu ispirata da un simile gruppo degli anni cinquanta che viveva in una comune.
Il progetto è noto per riproporre e unire diversi stili musicali tradizionali di tutto il mondo. Tra queste fusioni v'è una ricreazione tramite sintetizzatori MIDI della musica per gamelan indonesiana, introdotta per la prima volta nell'album in studio del 1986 Ecophony Rinne. Il successo ottenuto proprio con quest'opera portò i Geinoh Yamashirogumi ad attirare l'attenzione di Katsuhiro Ōtomo, che commissionò loro la realizzazione della colonna sonora per il film Akira.

## Discografia

### Album in studio
- Osorezan / Do No Kenbai  (1976)
- Chi no Hibiki: Geinoh Yamashirogumi Tō-Yōroppa wo Utau (Echo of the Earth)  (1976)
- Yamato Gensho  (1977)
- Ougonrin Sanyo (Exultant Pisces in Cantics Nostris)  (1978)
- Shonentachi Eno Chikyu Sanka (In Praise Of Earth‚ To Boys)  (1979)
- Selections From Folk Music On Silkroad  (1981)
- Selections From African Folk Music  (1982)
- Ecophony Rinne (Samsara Ecophony)  (1986)
- Ecophony Gaia  (1990)

### Colonne sonore
- Akira: Original Soundtrack (1988)

### Live
- Geinoh Yamashirogumi Live (1978)

### Video
- Akira Sound Clip (1991) Laserdisc/DVD (making of della colonna sonora di Akira)

### Antologie
- Nyumon (1994)